# Torneo de Roland Garros
El Abierto de Francia (en francés, Championnats Internationaux de France de Tennis de Roland-Garros), conocido habitualmente como Roland Garros —denominado así en honor del aviador francés homónimo—, es un torneo oficial de tenis que conforma el Grand Slam. Se juega desde su inauguración en 1891 bajo la organización y el amparo de la Federación Francesa de Tenis (FFT). Es el principal torneo celebrado sobre tierra batida en el mundo y el segundo en orden cronológico de los Grand Slams tras el Abierto de Australia. Es a su vez el predecesor del Campeonato de Wimbledon y del Abierto de Estados Unidos y único de los cuatro grandes torneos celebrado sobre esta superficie.
El torneo se desarrolla durante dos semanas y media. Comienza a finales del mes de mayo en París, en las instalaciones del complejo Stade Roland Garros. La final del torneo se celebra en la pista central Philippe-Chatrier que posee una capacidad de 15 059 espectadores, la de mayor aforo entre las diecinueve canchas que posee el recinto.
La construcción fue debida a la hazaña de los cuatro tenistas franceses que lograron conquistar la Copa Davis en suelo americano en la edición de 1927. René Lacoste, Henri Cochet, Jean Borotra y Jacques Brugnon, denominados como «Los cuatro Mosqueteros» poseen en el recinto unas estatuas conmemorativas en recuerdo del suceso.
Es uno de los torneos más importantes del mundo y uno de los más antiguos, está reconocido en primer lugar en las citadas características de las competiciones sobre polvo de ladrillo debido a su condición de Grand Slam. La superficie ofrece un tipo de juego lento. En el caso de que en el quinto set se llegue a estar empatados en 6 juegos se jugará un "súper tie break" (gana quien llegue primero a 10 puntos con dos de diferencia mínima), criterio de desempate que se unificó en todos los Grand Slams a partir de 2022. Esta y otras cualidades le llevan a ser considerado como el torneo más duro y exigente del mundo debido a la demanda física y mental para el jugador, junto a Wimbledon. El público usa tradicionalmente el sombrero de paja toquilla.
El tenista que más veces ha ganado el torneo en categoría individual masculina, con catorce victorias, es el español Rafael Nadal —durante la era Open—, seguido del francés Max Décugis —durante el período anterior y bajo su denominación de Campeonato de Francia—, con ocho triunfos; mientras que la categoría individual femenina se encuentra dominada por la estadounidense Chris Evert quien se proclamó siete veces campeona durante la era Open.
En 2020 ha visto la luz una remodelación del complejo. Entre las novedades se incluye una mejora general de las instalaciones así como el incremento del aforo de la pista central que ha pasado a tener un techo retráctil —a semejanza del ya utilizado en la Caja Mágica de Madrid— como prevención de las inclemencias meteorológicas habituales en los últimos años.

## Historia

### Antecedentes
La mayoría de los historiadores afirman que el tenis se originó en Francia en el siglo XII, cuando una pelota era golpeada con la mano a semejanza de la popular y afamada pelota vasca de la época. No fue hasta el siglo XVI, cuando se empezó a usar algo parecido a una raqueta, aunque esta era más similar a una pala, y el juego comenzó a llamarse tennis. Con gran popularidad en Inglaterra y Francia, esta nueva modalidad deportiva solo se jugaba en interiores en recintos cerrados donde la pelota podía golpear la pared reflejando una nueva similitud con el deporte vasco. El hecho de que fuese muy practicado entre la realeza y alta alcurnia, entre los que destacó monarca Enrique VIII de Inglaterra —gran fan de este juego—, hizo que los historiadores cataloguen en la actualidad aquellas primeras prácticas como real tennis o tenis real.
Tras diversas evoluciones donde se añadió por fin una raqueta tal y como es conocida hoy día además de trasladar el juego al exterior, se funda en 1872 el primer club de tenis en Leamington Spa como así informó una publicación de la época. Cinco años después nació en Londres el Campeonato de Wimbledon, el más antiguo de los torneos vigentes, que sirvió además para estandarizar las normas del tenis.
El tenis fue también muy popular en Francia, donde los franceses inauguraron una competición en el año 1891 y al que bautizaron como el Campeonato de Francia o Abierto de Francia, uniéndose así a los ya existentes Campeonato de Wimbledon y Abierto de Estados Unidos, y a los que se unió en 1905 el Abierto de Australia. Estos se convirtieron con el tiempo en las citas más prestigiosas de este deporte, mantienen esa condición en la actualidad y son conocidos en conjunto como los «Gran Slams» o los «cuatro grandes».

#### Campeonato de Francia
Los precedentes del prestigioso torneo francés se sitúan pues en el año 1891 cuando un torneo nacional de tenis vio la luz en Francia —y concretamente en la ciudad de París— regido por la mano de la Union des sociétés françaises de sports athlétiques (USFSA), federación encargada en la época de la organización de los actos deportivos en el país. En sus inicios el torneo podía ser jugado únicamente por tenistas que perteneciesen al club polideportivo francés del Racing Club de France, y eran el escenario del torneo las propias instalaciones.

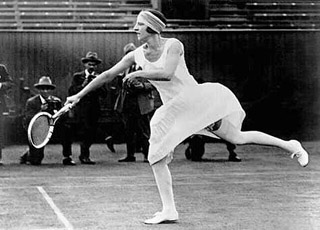
Suzanne Lenglen «La Divina», histórica vencedora de seis títulos.

Bautizado como el Campeonato de Francia tuvo como primer campeón —para sorpresa y pese a ser un torneo doméstico francés— al británico H. Briggs en la modalidad individual, quien pudo participar por su condición de integrante del club para derrotar a su compañero el francés P. Baigneres; y a los locales B. Desjoyau y T. Legrand en la modalidad de dobles. Bajo un carácter amateur fueron en esa edición cinco los participantes, y tuvo una escasa repercusión que ha ido acrecentándose con el paso de los años. Continuando con su afán de ganar más proyección e importancia en un deporte traído al país por los británicos, se permitió la participación de mujeres en la edición de 1897, fecha en la que Françoise «Adine» Masson se impuso a su compatriota P. Girod por 6-3 y 6-1. La modalidad de dobles mixtos se añadió a partir de la edición de 1902, mientras que el dobles femenino se jugó por primera vez en la edición de 1907.
Como anécdota de la modalidad femenina, en su primera edición participaron únicamente tres jugadoras que debieron cumplir unas exigencias en la vestimenta muy reguladas. La primera vencedora «Adine» Masson llegó a conquistar el torneo en un total de cinco ocasiones y ha sido la jugadora más laureada del torneo hasta que fue superada en 1926 por su compatriota Suzanne Lenglen. Sin embargo, el récord de Lenglen ya era considerado de mayor importancia años antes debido a que tuvo que ganarlo en cada una de las ediciones, al contrario que la primera quien vio cómo en algunas de las ediciones no tuvo rival por ser la única inscrita en el campeonato.

### Roland Garros
Así se continuó con la exclusividad para sus miembros hasta que en la edición de 1925 fueron reguladas sus normas de participación, ya que se abrieron a cualquier jugador extranjero. Con tal motivo, el campeonato cambió su denominación por la que aún perdura hoy día: Torneo Internacional de Francia de Roland Garros, conocido también como Abierto de Francia y popularmente por su abreviatura de Torneo de Roland Garros, que es su denominación más extendida en la mayoría de idiomas.

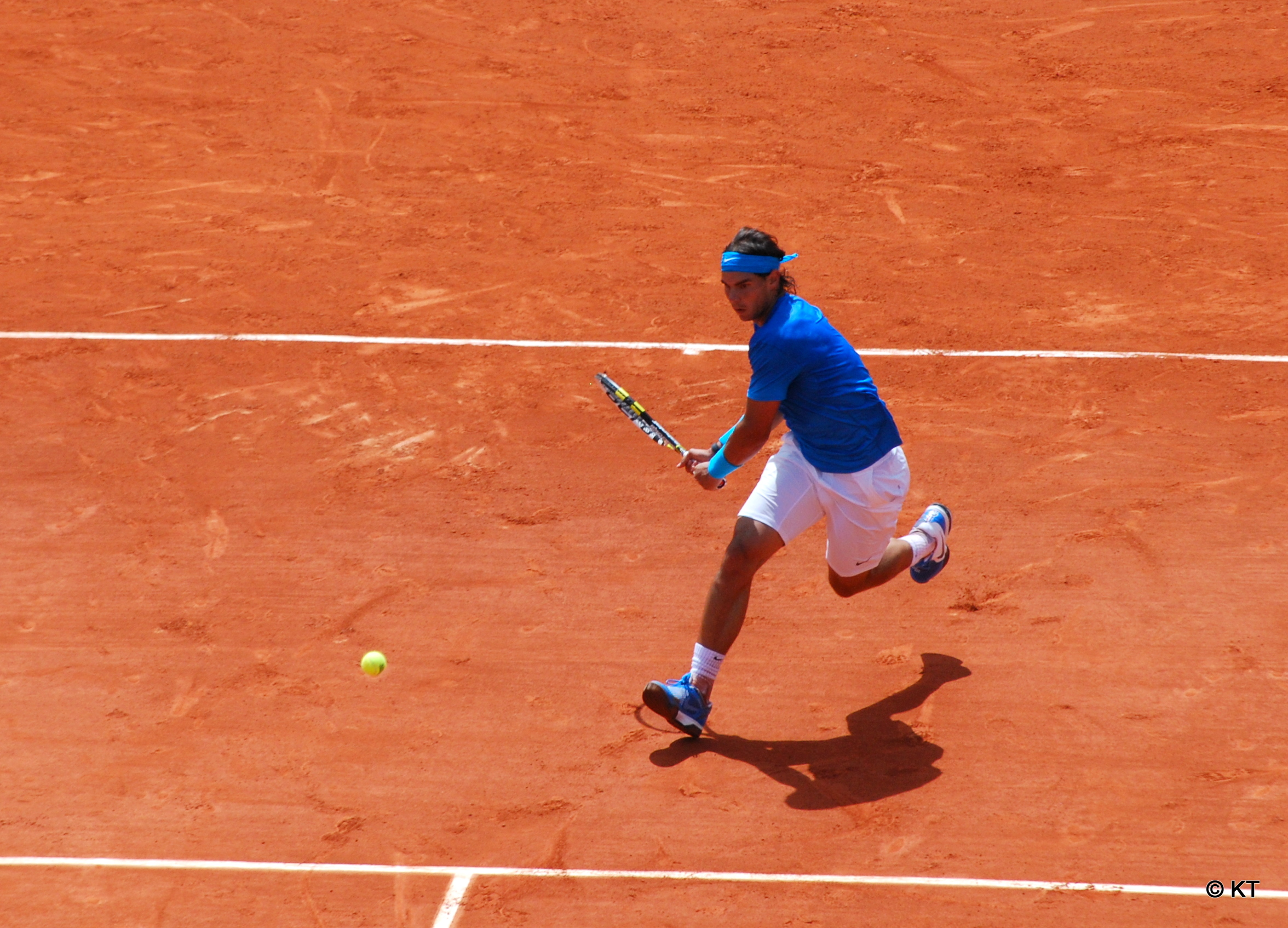
El español Rafael Nadal es el jugador con más títulos (14) del torneo.

Paralelamente a las primeras ediciones del campeonato, se celebró el World Hard Court Championships realizado en las instalaciones polideportivas del club Stade Français parisino quien a su vez se alternaba como sede del Campeonato de Francia con las instalaciones del Racing Club. Sus pistas de tierra batida albergaron desde 1912 hasta 1923 de forma interrumpida un torneo que a veces es considerado por algunos críticos y seguidores como el precursor del prestigioso torneo internacional francés. Entre los ganadores de este torneo se incluyen los considerados como ex-números 1 del mundo el neozelandés «Tony» Wilding y el estadounidense «Bill» Tilden, que vio cómo llegaba a su conclusión en el año 1924 debido a los Juegos Olímpicos de 1924 celebrados en la capital francesa.
Continuando con el otrora Campeonato de Francia bajo su nueva denominación, este vio cómo aumentó su categoría como campeonato —recibiendo tal designación por la International Lawn Tennis Federation (ILTF), hoy conocida como Federación Internacional de Tenis (ITF)— a la vez que permitió la ya citada participación de aficionados extranjeros. La sede de la nueva edición de 1925 fue el terreno de las instalaciones del Stade Français ubicadas en Saint-Cloud. Los dos escenarios fueron alternándose hasta el señalado año de 1928.

#### «Los Cuatro Mosqueteros»
Con motivo de la consecución del título de Copa Davis para Francia en la edición de 1927 frente al poderoso plantel de Estados Unidos, por parte de René Lacoste, Henri Cochet, Jean Borotra y Jacques Brugnon, —quienes recibieron por tal hazaña el sobrenombre de «los Cuatro Mosqueteros»—, se proyectó la construcción de un recinto que albergase desde entonces los encuentros tenísticos del torneo parisino. Inaugurado en 1928 bajo el nombre de Stade Roland Garros en honor al mítico aviador Roland Garros aficionado a este deporte, los anteriormente citados tenistas consiguieron defender exitosamente el título cosechado el año anterior en Filadelfia durante cinco años consecutivos en el nuevo recinto situado en Porte d’Auteuil, en el distrito de Arrondissement de Passy.
Hoy en día «los Cuatro Mosqueteros» aún mantienen intacta su importancia en la historia del tenis francés lo que se ve reflejado en las cuatro estatuas de cada uno de los jugadores, situadas en la plaza del mismo nombre en el recinto en recuerdo del suceso. Antes, los cuatro jugadores consiguieron conquistar el torneo francés tanto en modalidad individual como en dobles.

#### El profesionalismo y la «Era Open»
En los siguientes años el profesionalismo se fue apoderando de los grandes jugadores, motivo por el cual muchos de ellos lo encubrían para poder acudir así al cada vez más prestigioso torneo francés, mientras que otros tuvieron que renunciar a participar. Tal fue el caso de la ya mencionada Suzanne Lenglen, quien no volvió a disputarlo tras su último título en 1926 y que finalmente desembocó poco después en su retirada. Fue entonces cuando el torneo vivió sus peores años, tras acrecentarse los problemas debido a la Segunda Guerra Mundial que interrumpió su transcurso como ya sucediese en el anterior conflicto bélico.
Tras su reanudación en 1946 —fecha en la que el campeonato francés fue celebrado después del Campeonato de Wimbledon y se convirtió en el tercer torneo de Gran Slam durante ese año—, tardó en verse un claro dominador en el torneo que hasta entonces dominaba en el palmarés el francés Max Décugis con ocho campeonatos.
La década de los sesenta dejó para la historia dos recuerdos. El primero aconteció en la edición de 1962 cuando el australiano Rod Laver grabó su nombre en el palmarés el mismo año en el que conquistó el Grand Slam de trofeos —circunstancia que repitió siete años después y es hasta hoy día el único tenista en haberlo logrado dos veces—, mientras que en 1968 las presiones de los promotores y las diferencias económicas y deportivas entre los jugadores amateurs y profesionales abocaron en la inauguración de la «era Open». Basada principalmente en la condición de que todos los jugadores pudieran competir sin excepción en cualquier torneo, propició una época de mayor igualdad en la que los mejores jugadores fueron capaces de convivir en la competición. Bajo tal circunstancia el campeonato francés fue el primer torneo de Grand Slam en adoptar la nueva normativa.
Para entonces hasta un total de tenistas de diez nacionalidades distintas se proclamaron vencedores en categoría individual masculina. Entre ellos, el español «Manolo» Santana conquistó su primer título en la edición de 1961, tras imponerse en la final al italiano «Nicky» Pietrangeli —vencedor los dos años anteriores— en cinco sets por 4–6, 6–1, 3–6, 6–0 y 6–2. Fue el primero de los diecinueve títulos indivudiales masculinos de la Copa de los Mosqueteros que conseguiría un representante español hasta la actualidad. Los españoles son los líderes históricos de la competición, en la que aventajan en cinco entorchados a los representantes norteamericanos y australianos, y en seis a los anfitriones franceses y los suecos.
Pese a los problemas iniciales de la era Open, los tenistas integrantes de la National Tennis League (NTL) y el World Championship Tennis (WCT) —predecesor de la actual Asociación de Tenistas Profesionales (ATP)— luchaban por controlar un revuelto panorama en el que se sucedieron vetos en las participaciones de lo que se suponía no había de provocar más problemas al respecto. El torneo francés sufrió las consecuencias, viendo cómo en la edición de 1970 no se presentó ningún tenista independiente. Ante la amenaza del control de las organizaciones promotoras, la ILTF comenzó a normalizar la situación un par de años después con la aprobación del nacimiento del Grand Prix, un circuito que regularizó la participación y emolumentos de los deportistas. El Torneo de Roland Garros quedó así incluido dentro del nuevo circuito.
Pronto llegaría la época más disputada del tenis profesional en la que nuevos nombres quedarían marcados tanto en la historia del tenis en general, como en la del torneo en particular.

#### Nuevos talentos bajo el amparo de la ATP
Pese a los conflictos que aún siguieron produciéndose unos años más entre la ILTF y la WTC —quien había absorbido a la NTC— privando al torneo francés de ver a algunos de los mejores tenistas de la época, muchos otros surgieron para deleite del número cada vez más creciente de seguidores. Se vivía una etapa de expansión donde los dos organismos mantenían desacuerdos y disputas por el control del cada vez más afamado deporte. Finalmente, ante la delicada situación, los propios tenistas acordaron formar un sindicato entre ellos mismos que les protegiese a ellos y sus intereses frente a promotores y asociaciones, naciendo así la Asociación de Tenistas Profesionales (ATP) en septiembre del año 1972.
En 1981 fueron presentados los nuevos premios del torneo: el Premio Orange para el jugador que demostrase el mejor espíritu deportivo y la mejor actitud cooperativa con la prensa, el Premio Citron para el jugador con la personalidad y carácter más fuerte, y el Premio Bourgeon para el jugador revelación del año.
La cancha principal del recinto fue denominada como Estadio Philippe-Chatrier en 1988, en honor al organizador de la Copa Davis.
Otra novedad fue que desde 2006 el torneo se inicia a partir del domingo, con una programación de 12 partidos jugados en tres canchas principales.
Adicionalmente, en la víspera de apertura del torneo se realiza el primer día de la feria tradicional Benny Berthet donde las ganancias se destinan a diferentes asociaciones benéficas.
Desde marzo del 2007 —fecha del anuncio— se entrega una cantidad equitativa para varones y mujeres por primera vez en la historia.
En 2010, se anunció que el Abierto de Francia estaba considerando mudarse de Roland Garros como parte de un rejuvenecimiento del torneo.

## Instalaciones

### Antiguas sedes
Desde que el torneo internacional francés viese la luz en el año 1891, contó con cuatro sedes hasta asentarse en el actual Stade Roland Garros.
- Île de Puteaux, jugado en arena colocada sobre un lecho de escombros en la comuna francesa de Puteaux, en Isla de Francia.

- Instalaciones del club deportivo Racing Club de France situadas en el Bois de Boulogne de París sobre una superficie de tierra batida o polvo de ladrillo.

- Por un año en, 1909, fue disputado en la Société Athlétique de la Villa Primrose en Burdeos, bajo la ya característica tierra batida que no abandonaría en lo sucesivo el torneo.

- El Club de Tenis de París, en Auteuil, que es la más longeva de las localizaciones hasta que se trasladó al nuevo recinto inaugurado en 1928 en conmemoración de la conquista de la Copa Davis del año anterior por parte de los cuatro históricos tenistas franceses.[n 9]

### Estadio de Roland Garros
El actual recinto del campeonato es conocido con el nombre de Stade Roland Garros en honor al antiguo afamado aviador entusiasta de este deporte Roland Garros.
Pista Philippe Chatrier
Pista central
Pista Suzanne Lenglen

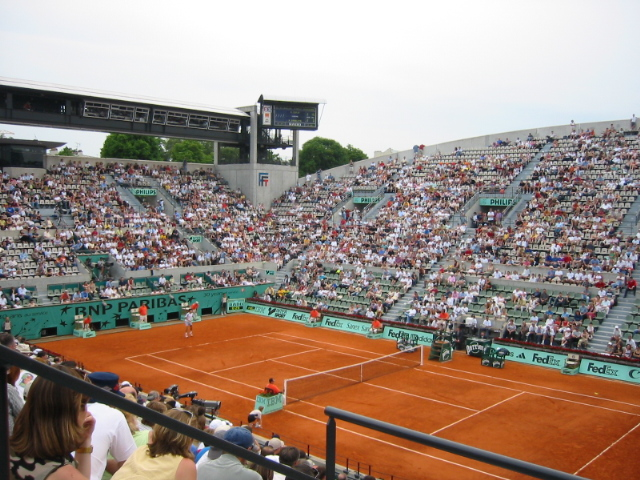
Vista del actual Estadio Suzanne Lenglen, nombrado así por la emblemática jugadora vencedora en seis ocasiones del torneo.

La pista o estadio Suzanne Lenglen, segunda en importancia y capacidad del recinto, fue bautizada así en honor a la exjugadora y más laureada vencedora en modalidad femenina individual, la francesa Suzanne Lenglen quien logró el título en seis ocasiones. La extenista ostenta además el récord absoluto de títulos, sumando todas las categorías con un total de quince en el período entre 1919 y 1926.
Con una capacidad de más de 10 000 espectadores, fue construida en el año 1994 y recibió tres años después su actual denominación.
Pista 1
La denominada como Court 1 o pista 1 es el tercer estadio del recinto. Ocupa la misma posición tanto en importancia como en aforo. En sus anexos se encuentra desde 1989 la famosa Plaza de los Mosqueteros (en francés, Place des Mousquetaires) en honor a los cuatro afamados tenistas. En ella figuran cuatro estatuas de bronce que flanquean el centro de la plaza, emplazamiento de un monumento de la Copa Davis de 1927 conquistada por ellos y defendida con éxito las siguientes cinco ediciones.
La pista —con una capacidad aproximada de 3800 espectadores— está emplazada en el extremo este del recinto, muy cercana a la pista central.
Pistas anexas

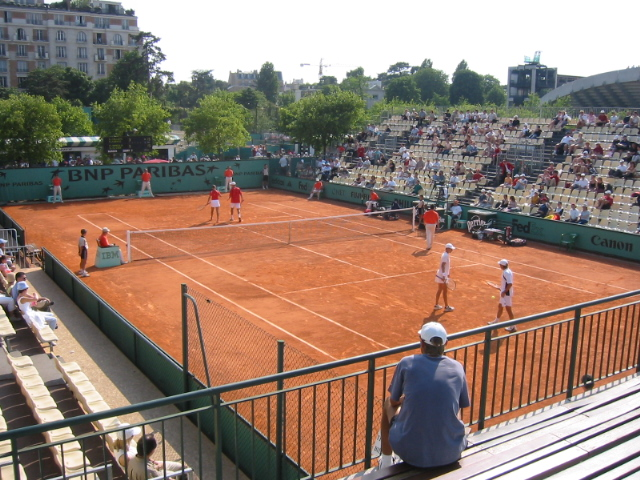
Vista de una de las pistas anexas del torneo.

El resto del recinto posee hasta un total de dieciséis pistas denominadas anexas, de menores capacidades. Durante los primeros días de torneo en el que el número de partidos es muy alto llegan a utilizarse todas lo que permite un cómodo y rápido transcurso del torneo.
Organizados los jugadores según su número de «cabeza de serie» del torneo, van compitiendo por las sucesivas canchas hasta su finalización del campeonato, que tiene lugar en la pista central del recinto.
La numeración de las pistas comprende de las pistas dos a la doce, y de la catorce a la dieciocho, completando un total de diecinueve pistas a las que habría que añadir tres más destinadas a otras prácticas. La curiosidad se da en que no existe pista número trece por cuestiones de superstición. La capacidad varía en torno a los centenares de aficionados.

### Proyecto de modernización
En 2009 la Federación Francesa de Tenis (FFT) denunció el mal estado de la sede del abierto francés en comparación con el resto de torneos del Gran Slam. Como resultado, la comisión francesa contrató al arquitecto Marc Mimram —diseñador de la Pasarela de Deux Rives, un puente peatonal localizado en Estrasburgo— para diseñar una expansión significativa del complejo de Roland Garros. La reforma implicó dos puntos básicos en el futuro torneo en su actual ubicación: la adición de un completo sistema de iluminación y un techo retráctil en la pista principal Philippe-Chatrier, entre otras medidas.
Las diferencias sobre esta reforma durante el año 2010 entre los implicados y el consejo de la Municipalidad de París, provocaron que la FFT anunciase la posibilidad de considerar un plan alternativo que consistiría en mudar al abierto francés a un nuevo lugar. El anuncio provocó la propuesta de hasta un total de cincuenta y cinco nuevos emplazamientos para organizar el torneo en las afueras de la ciudad.
En febrero del año 2011 se acordó finalmente la decisión de mantener el Abierto Francés en su actual ubicación cerca de Porte d'Auteuil. La sede tendrá su renovación aproximadamente para 2016 tras haberse aprobado el proyecto de modernización por parte de la Federación francesa. Entre las novedades más destacadas se incluye la demolición de la Court 1 para albergar una pista completamente nueva con capacidad para 5000 espectadores. Adicionalmente, el renovado cambio de imagen y mejora de los complementos en particular, y de todo el estadio en general, de la Court Philippe-Chatrier, se verá completado por la instalación de un techo retráctil contra las inclemencias meteorológicas. El aforo sufrirá otra mejora, y se verá aumentado en aproximadamente un 60 % con respecto al actual.

## Características de la superficie

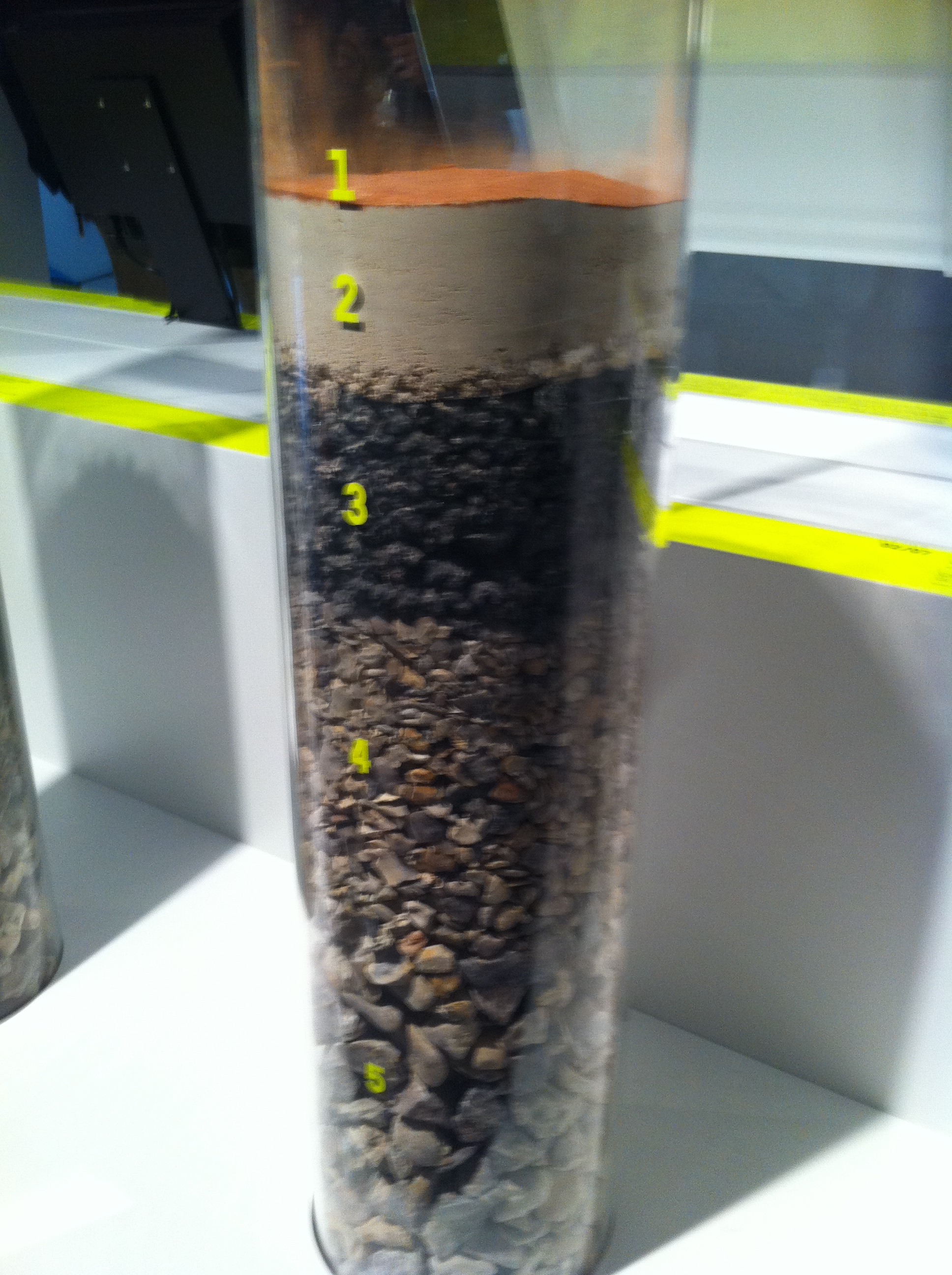
Composición de la tierra batida, superficie de las pistas francesas de Roland Garros.

Las canchas (o pistas) de tierra batida ralentizan la pelota produciendo un bote alto en comparación con otras superficies como la hierba o la moqueta, el cemento y las sintéticas —denominadas estas tres últimas como superficies duras o rápidas—. Por esta razón, las canchas conocidas bajo el sobrenombre de «arcilla roja», debido a su característica tonalidad, restan ventaja a los grandes sacadores cuyo estilo de juego se basa en la táctica saque-volea, permitiendo a los jugadores de fondo de pista ser los dominadores de esta superficie.
Un claro ejemplo queda demostrado en el gran extenista estadounidense Pete Sampras, —ganador de catorce torneos de Grand Slam, núm 1 del mundo en 218 semanas totales y jugador conocido por su potente servicio—, que nunca fue capaz de ganar el Abierto de Francia, que ha sido el único de los cuatro grandes que se le resistió. A él se unen muchos otros grandes jugadores vencedores de algún torneo de Grand Slam y que no han ganado el torneo francés donde destacan Jimmy Connors, Boris Becker, Stefan Edberg, Martina Hingis y Lindsay Davenport lo que demuestra una vez más la dificultad y prestigio del torneo.
Por el contrario, jugadores cuyos estilos de juego son más exigentes y adecuados para esta superficie lenta como Rafael Nadal y Chris Evert cosecharon grandes resultados en el torneo.
Dichas características son opuestas al siguiente torneo de Gran Slam del calendario, el Campeonato de Wimbledon. Sobre una superficie de hierba, supone la mayor diferencia de condiciones para el jugador. Sus grandes diferencias hacen que el hecho de conquistar ambos campeonatos —y más de manera consecutiva— esté considerado como uno de los grandes retos y logros en el mundo del tenis. En la era abierta del tenis solo seis hombres fueron capaces de ganar en un mismo año el Abierto de Francia y el torneo de Wimbledon: el australiano Rod Laver, el sueco Björn Borg, el español Rafael Nadal, el suizo Roger Federer, el serbio Novak Djokovic y el español Carlos Alcaraz,- todos ellos exnúmeros 1 mundiales -.
La particularidad de la superficie hace que sea considerada por los tenistas como una de sus favoritas ya que ofrece más posibilidades y mayor juego que las pistas rápidas donde apenas hay intercambios largos de golpes.

## Puntos y premios
Desde la edición de 2007, la Federación Francesa de Tenis (FFT) instauró la paridad entre los premios masculinos y femeninos.

Actualmente los jugadores reciben el siguiente reparto de puntos:
| Categoría  | Categoría | G    | F    | SF  | CF  | 4R  | 3R  | 2R  | 1R |
| Individual | Masculino | 2000 | 1300 | 800 | 400 | 200 | 100 | 50  | 10 |
| Individual | Femenino  | 2000 | 1300 | 780 | 430 | 240 | 130 | 70  | 10 |
| Dobles     | Masculino | 2000 | 1300 | 800 | 400 | -   | 200 | 100 | 0  |
| Dobles     | Femenino  | 2000 | 1300 | 780 | 430 | -   | 240 | 130 | 10 |

El premio en metálico otorgado en los torneos masculinos y femeninos se distribuye por igual.

Actualmente los jugadores reciben los siguientes premios en metálico: 
| Categoría  | G          | F          | SF       | CF       | 4R       | 3R       | 2R       | 1R      |
| Individual | €2,550,000 | €1,275,000 | €690,000 | €440,000 | €265,000 | €168,000 | €117,000 | €78,000 |
| Dobles     | €590,000   | €295,000   | €148,000 | €80,000  | -        | €43,500  | €27,500  | €17,500 |

## Trofeos

Copa de los Mosqueteros de la categoría de individual masculino.

Todos los trofeos entregados a los vencedores están hechos de plata con decoraciones también de plata en los costados. Asimismo, los nombres de los vencedores son inscritos en ellos a modo de memoria, junto al año de la conquista.
Los ganadores reciben una réplica del trofeo de menor tamaño confeccionadas con el mismo material que los originales.
En 2017, con la consecución del 10º título por el tenista español Rafael Nadal, la organización le entregó una réplica exacta de tamaño original de la "Copa de los Mosqueteros" por haber conseguido ganar el torneo en diez ocasiones, algo que ningún tenista había conseguido en ningún otro torneo del mundo, y destacando al tenista como el mejor jugador de tierra batida de la historia del tenis.

## Palmarés
- Palmarés de la categoría individual masculino y trofeo otorgado: Copa de los Mosqueteros (Coupe des Mousquetaires)
- Palmarés de la categoría individual femenino y trofeo otorgado: Copa Suzanne-Lenglen
- Palmarés de la categoría de dobles masculino y trofeo otorgado: Copa Jacques Brugnon
- Palmarés de la categoría de dobles femenino y trofeo otorgado: Copa Simonne Mathieu
- Palmarés de la categoría de dobles mixto y trofeo otorgado: Copa Marcel Bernard

### Campeones actuales
| Categoría            | Campeón                            | Subcampeón                      | Resultado                        |
| Individual Masculino | Carlos Alcaraz                     | Jannik Sinner                   | 4-6, 6-7(4), 6-4, 7-6(3), 7-6(2) |
| Individual Femenino  | Coco Gauff                         | Aryna Sabalenka                 | 6-7(5), 6-2, 6-4                 |
| Dobles Masculino     | Marcel Granollers Horacio Zeballos | Joe Salisbury Neal Skupski      | 6-0, 6-7(5), 7-5                 |
| Dobles Femenino      | Sara Errani Jasmine Paolini        | Aleksandra Krunić Anna Danilina | 6-4, 2-6, 6-1                    |
| Dobles Mixto         | Sara Errani Andrea Vavassori       | Taylor Townsend Evan King       | 6-4, 6-2                         |

## Récords
Desde su creación en 1891 ha habido un total de sesenta jugadores distintos vencedores del torneo masculino individual para un total de ciento doce ediciones.
En la era Pre-Open —período entre 1891 y 1968— en categoría masculina destacó el francés Max Décugis al lograr ocho títulos bajo la denominación de Campeonato de Francia, y fue esta nacionalidad la más laureada con un total de treinta y siete títulos.
En cuanto a la Era-Open —desde 1968 a la actualidad—, el jugador más laureado es el español Rafael Nadal quien aportó catorce títulos a la nacionalidad española, la más laureada con ventiun campeonatos en total (contando con los títulos de Andrés Gimeno, Albert Costa, Carlos Moyá, Juan Carlos Ferrero,  Carlos Alcaraz y los dos de Sergi Bruguera) del denominado Torneo Roland Garros.
Del mismo modo, en categoría femenina destacó la francesa Suzanne Lenglen con seis títulos que han contribuido a que su país sea el más laureado con veintinueve campeonatos de la era Pre-Open, mientras que la estadounidense Chris Evert conquistó siete títulos para que de igual manera su país sea el más laureado de la Era-Open con catorce títulos.
Pese a la dificultad de repetir como campeón individual del torneo, han sido cuatro los tenistas que han logrado conquistarlo consecutivamente durante cuatro años consecutivos: las francesas Jeanne Matthey y Suzanne Lenglen en categoría femenina, y el francés Paul Aymé y el sueco Björn Borg. El español Rafael Nadal ostenta el récord de cinco títulos consecutivos en categoría masculina. Ostenta igualmente el récord en cuanto a número de títulos -consecutivos o no- en categoría masculina, habiéndose proclamado 14 veces campeón en la capital francesa.
| Categoría masculina               |      |         |                                                              |         | |
| Récord                            | Era  | Período | Jugador                                                      | Títulos | Detalle de los títulos |
| Títulos individuales              | Pre  | 1891-25 | Max Décugis                                                  | 8       | 1903, 1904, 1907, 1908, 1909, 1912, 1913, 1914                                                                              |
| Títulos individuales              | Pre  | 1925-68 | Henri Cochet                                                 | 4       | 1926, 1928, 1930, 1932 |
| Títulos individuales              | Open | 1968-Ac | Rafael Nadal                                                 | 14      | 2005, 2006, 2007, 2008, 2010, 2011, 2012, 2013, 2014, 2017, 2018, 2019, 2020, 2022                                          |
| Títulos individuales consecutivos | Pre  | 1891-25 | Paul Aymé                                                    | 4       | 1897, 1898, 1899, 1900 |
| Títulos individuales consecutivos | Pre  | 1925-68 | Frank Parker Jaroslav Drobný Tony Trabert Nicola Pietrangeli | 2       | 1948, 1949 1951, 1952 1954, 1955 1959, 1960                                                                                 |
| Títulos individuales consecutivos | Open | 1968-Ac | Rafael Nadal                                                 | 5       | 2010, 2011, 2012, 2013, 2014                                                                                                |
| Títulos de dobles                 | Pre  | 1891-25 | Max Décugis                                                  | 14      | 1902, 1903, 1904, 1905, 1906, 1907, 1908, 1909, 1910, 1911, 1912, 1913, 1914, 1920                                          |
| Títulos de dobles                 | Pre  | 1925-68 | Roy Emerson                                                  | 6       | 1960, 1962 (Neale Fraser); 1961 (Rod Laver); 1963 (Manuel Santana); 1964 (Ken Fletcher); 1965 (Fred Stolle)                 |
| Títulos de dobles                 | Open | 1968-Ac | Daniel Nestor Max Mirnyi                                     | 4       | 2007 (Mark Knowles); 2010 (Nenad Zimonjić); 2011, 2012 (Max Mirnyi) 2005, 2006 (Jonas Björkman); 2011, 2012 (Daniel Nestor) |
| Títulos de dobles consecutivos    | Pre  | 1891-25 | Max Décugis                                                  | 13      | 1902, 1903, 1904, 1905, 1906, 1907, 1908, 1909, 1910, 1911, 1912, 1913, 1914                                                |
| Títulos de dobles consecutivos    | Pre  | 1925-68 | Roy Emerson                                                  | 6       | 1960, 1961, 1962, 1963, 1964, 1965                                                                                          |
| Títulos de dobles consecutivos    | Open | 1968-Ac | Daniel Nestor                                                | 3       | 2010 (Nenad Zimonjić); 2011, 2012 (Max Mirnyi)                                                                              |
| Títulos de dobles mixto           | Pre  | 1891-25 | Max Décugis                                                  | 7       | 1904, 1908 (Kate Gillou); 1905, 1906 (Yvonne Pfeffel); 1909 (Jeanne Matthey); 1914, 1920 (Suzanne Lenglen)                  |
| Títulos de dobles mixto           | Open | 1925-Ac | Ken Fletcher Jean-Claude Barclay                             | 3       | 1963, 1964, 1965 (Margaret Court) 1968, 1971, 1973 (Françoise Durr)                                                         |
| Títulos totales                   | Pre  | 1891-25 | Max Décugis                                                  | 29      | 1902–1920 (8 individuales, 14 dobles, 7 mixtos)                                                                             |
| Títulos totales                   | Open | 1925-Ac | Rafael Nadal                                                 | 14      | 2005-2008, 2010-2014, 2017-2020, 2022 (14 individuales)                                                                     |
| Categoría femenina                |      |         |                                                              |         | |
| Títulos individuales              | Pre  | 1897-68 | Suzanne Lenglen                                              | 6       | 1920, 1921, 1922, 1923, 1925, 1926                                                                                          |
| Títulos individuales              | Open | 1968-Ac | Chris Evert                                                  | 7       | 1974, 1975, 1979, 1980, 1983, 1985, 1986                                                                                    |
| Títulos individuales consecutivos | Pre  | 1897-68 | Jeanne Matthey Suzanne Lenglen                               | 4       | 1909, 1910, 1911, 1912 1920, 1921, 1922, 1923                                                                               |
| Títulos individuales consecutivos | Open | 1968-Ac | / Monica Seles Justine Henin                                 | 3       | 1990, 1991, 1992 2005, 2006, 2007                                                                                           |
| Títulos de dobles                 | Pre  | 1897-68 | Simonne Mathieu                                              | 6       | 1933, 1934 (Elizabeth Ryan); 1936, 1937, 1938 (Billie Yorke); 1939 (Jadwiga Jędrzejowska)                                   |
| Títulos de dobles                 | Open | 1968-Ac | / Martina Navratilova                                        | 7       | 1975 (Chris Evert); 1982 (Anne Smith); 1984, 1985, 1987, 1988 (Pam Shriver); 1986 (Andrea Temesvári)                        |
| Títulos de dobles consecutivos    | Pre  | 1897-68 | Françoise Durr                                               | 5       | 1967, 1968, 1969, 1970, 1971                                                                                                |
| Títulos de dobles consecutivos    | Open | 1968-Ac | Martina Navratilova Gigi Fernández                           | 5       | 1984, 1985, 1987, 1988 (Pam Shriver); 1986 (Andrea Temesvári) 1991 (Jana Novotná); 1992, 1993, 1994, 1995 (Natasha Zvereva) |
| Títulos de dobles mixto           | Pre  | 1897-68 | Suzanne Lenglen                                              | 7       | 1914, 1920 (Max Décugis); 1921, 1922, 1923, 1925, 1926 (Jacques Brugnon)                                                    |
| Títulos de dobles mixto           | Open | 1968-Ac | Françoise Durr                                               | 3       | 1968, 1971, 1973 (Jean-Claude Barclay)                                                                                      |
| Títulos totales                   | Pre  | 1897-68 | Suzanne Lenglen                                              | 15      | 1914, 1919, 1920 (2), 1921 (2), 1922 (2), 1923 (2), 1925 (2), 1926 (3). (6 individuales, 2 dobles, 7 mixtos)                |
| Títulos totales                   | Open | 1968-Ac | / Martina Navratilova                                        | 11      | 1974, 1975, 1982 (2), 1984 (2), 1985 (2), 1986, 1987, 1988 (2 individuales, 7 dobles, 2 mixtos)                             |

Entre los vencedores del torneo se han dado algunas situaciones destacables además del número de victorias totales en él. Resalta la diferencia de edad entre el vencedor más joven del torneo —la entonces yugoslava Monica Seles con dieciséis años y medio— y el más veterano —el serbio Novak Djokovic con treinta y seis años y veinte días— con un margen de casi veinte años.
Asimismo, y pese a que los favoritos al título suelen llevar asignados un número de «cabeza de serie» que determina sus emparejamientos en el cuadro de enfrentamientos, en hasta cinco ocasiones se ha dado la circunstancia de que un jugador o jugadora que no partía desde esa posición acabó inesperadamente por imponerse.
| Miscelánea                             |           | |                     | |
| Récord                                 | Categoría | Jugador | Edición             | Detalle del récord |
| Campeón más joven                      | M         | Michael Chang | 1989                | 17 años y 3 meses |
| Campeón más joven                      | F         | Monica Seles | 1990                | 16 años y 6 meses |
| Campeón más veterano                   | M         | Novak Djokovic | 2023                | 36 años y 20 días |
| Campeón más veterano                   | F         | Serena Williams | 2015                | 33 años y 9 meses |
| Campeón sin ser cabeza de serie        | M         | Marcel Bernard Mats Wilander Gustavo Kuerten Gastón Gaudio                                                                              | 1946 1982 1997 2004 | |
| Campeón sin ser cabeza de serie        | F         | Margaret Scriven Jeļena Ostapenko Iga Świątek                                                                                           | 1933 2017 2020      | |
| Partido más largo                      | M         | Fabrice Santoro vs. Arnaud Clément Lorenzo Giustino vs. Corentin Moutet Paul-Henri Mathieu vs. John Isner Àlex Corretja vs. Hernán Gumy | 2004 2020 2012 1998 | 6–4, 6–3, 6–7 (5), 3–6, 16–14; en 6 horas y 33 minutos 0-6, 7-6(7), 7-6(3), 2-6, 18-16; en 6 horas y 5 minutos 6–7 (2), 6–4, 6–4, 3–6, 18–16; en 5 horas y 41 minutos 6–1, 5–7, 6–7(4), 7–5, 9–7; en 5 horas y 31 minutos |
| Partido con la diferencia más abultada | M         | Sergi Bruguera vs. Thierry Champion | 1993                | 6-0, 6-0, 6-0; en 1 hora y 34 minutos |
| Partido con la diferencia más abultada | F         | Steffi Graf vs. Natalia Zvereva | 1988                | 6-0, 6-0; en 34 minutos |

## Derechos de televisión

### Retransmisión en España
En España, hasta 1990, los derechos exclusivos de todo el torneo los tenía TVE, la televisión española miembro de Eurovisión. Desde 1990 hasta 2011 los derechos del torneo los compartían Canal+ y Eurosport, reservándose TVE el derecho de emitir en abierto al menos uno o dos partidos por jornada en directo, por tratarse de un acontecimiento deportivo de interés general. En 2012 los derechos pasaron íntegramente a canales de pago, reservándose Mediaset España el derecho de emitir un partido por jornada en abierto. En 2013, para cumplir con la obligación legal de emitir las últimas rondas del torneo en abierto, Cuatro emitió las semifinales y la final. En 2014 solo se emitieron en directo las finales y semifinales de Roland Garros, a través del canal de documentales Discovery Max. En 2015 no se emitió ningún partido de Roland Garros en abierto porque no hubo participación española en las rondas finales del torneo y, por tanto, no existía obligación legal.